# Sugár András (üzletember)
Sugár András Gábor (Budapest, 1946. március 24.), okleveles villamosmérnök, fejlesztőmérnök, üzletember, menedzser, telekommunikációs szakember, a Westel 900 GSM Mobil Távközlési Rt. és a T-Mobile Magyarország korábbi vezérigazgatója, a Máltai Köztársaság tiszteletbeli konzulja. Szakterületei közé tartoznak a rádiós fejlesztések, a nemzetközi pénzügyek valamint a magyar és a világpiaci marketing, vállalatvezetési ismeretek.

## Életpályája
1964-ben érettségizett a Kandó Kálmán Híradás- és Műszeripari Technikumban, majd egyetemi diplomát 1969-ben a Budapesti Műszaki Egyetem villamosmérnöki karán szerzett. Az egyetem elvégzése után az Elektromechanikai Vállalatnál dolgozott, mint TV- és URH adó fejlesztőmérnök. 1974 és 1980 között a Külkereskedelmi Minisztérium kereskedelemfejlesztési főosztályának munkatársaként tevékenykedett. 1980 és 1985 között a New York-i Kereskedelmi Kirendeltség, kereskedelmi tanácsos-helyettese. 1985-ben a Transelektro Rt. kereskedelmi igazgatójává nevezik ki, majd a cég vezérigazgatója helyetteseként dolgozik 1991-ig. 1991-től a Westel Rádiótelefon Kft. ügyvezető igazgatója, majd pedig a Westel Mobil Távközlési Rt. vezérigazgatói posztját tölti be 1993-tól 2005-ig. 2006-ban a Máltai Köztársaság tiszteletbeli konzuljává választották.

### Szakmai pályafutásának mérföldkövei
- 2006 –        , Máltai Köztársaság tiszteletbeli konzulja,
- 1993 – 2005, A Westel 900 GSM Mobil Távközlési Rt., (WESTEL) majd a T-Mobile Magyarország Rt. vezérigazgatója,
- 1991 – 1993, WESTEL Rádiótelefon Kft. vezérigazgatója,
- 1988 – 1991, TRANSELEKTRO Rt., Kereskedelmi igazgatója, vezérigazgató helyettese,
- 1985 – 1988, Intercooperation Rt. vezérigazgató helyettese,
- 1980 – 1985, New York-i Kereskedelmi Kirendeltség Kereskedelmi tanácsos helyettese,
- 1974 – 1980, Külkereskedelmi Minisztérium Kereskedelemfejlesztési Főosztályának munkatársa,
- 1969 – 1974, Elektromechanikai Vállalat TV és URH-adó fejlesztőmérnöke,

## Jelentősebb elismerései
- 1993 – a The Wall Street Journal az elkövetkező tíz év egyik meghatározó közép-európai üzletemberévé választotta.
- 1998 – Baross Gábor Díj, (KHVM),
- 1999 – Mihailich Díj, (BME Mérnöktovábbképző Intézet),
- 1999 – BKE díszpolgára,
- 1999 – Budapestért díj,
- 2000 – Aranyérem,
- 2000 – Business Central Europe legjobb üzleti vezető Magyarországon,
- 2001 – Páratlan ember a jövőnkért/ Junior Achievement Program Magyarország,
- 2001 – Dale Carnegie Vezetőségi Minőség Díj,
- 2001 – Európai Minőség Díj,
- 2001 – Deutsche Telekom Üzleti Kiválóság Díj,
- 2002 – A legmegbízhatóbb szolgáltató, (Readers Digest),
- 2003 – Kandó Kálmán Műszaki Főiskola- Tiszteletbeli főiskolai tanár
- 2004 – A Magyar Köztársasági Érdemrend középkeresztje kitüntetés,[3]
- 2006 – Kis Ernő-díj, Balatonfüred,[4]

## Választott tisztségei
- A Magyar Golfszövetség elnöke,[5]
- MGYOSZ elnökségi tag,[6]
- A Nemzeti Sportszövetség ellenőrző bizottsági tagja,
- Versenyképességi Tanács, társelnök,
- Befektetői Tanács, társelnök,
- Infokom, elnök,
- Magyar Vitorlás Szövetség, társelnök,
- Magyar Olimpiai Bizottság, elnökségi tag,
- BME, Szenátusi tag,

## Interjúk
- Westel training video, 2008.
- Sugár András: a magyar golf elindult a fejlődés útján, 2006.,[7]

## Családja
Sugár András nős, szabadidejében szívesen sportol, kedvenc sportja a tenisz és a sielés. Kedvtelései közé tartozik még az utazás és a zenehallgatás. Nyelvtudása: angol és német.

## További megjegyzések
- Sugár András - búcsú
- A Magyar Golf Szövetség 2008-as díjátadó ünnepsége